# Louis Charles César Le Tellier, duc d'Estrées
Louis Charles César Le Tellier, duc d'Estrées, francoski maršal, * 2. julij 1695, † 2. januar 1771.